# Željko Buvač
Željko Buvač (pronunciado /yelko búvach/ en fonética española; Prijedor, República Serbia, 13 de septiembre de 1961) es un exfutbolista y entrenador serbobosnio, conocido por ser asistente técnico de Jürgen Klopp en todos los clubes donde el alemán ha dirigido. Su último equipo fue el Liverpool de Inglaterra, cargo que ocupó desde 2015 hasta abril de 2018, dónde decidió abandonar el club por razones personales.

## Clubes

### Como entrenador
| Club                          | País       | Año       |
| ----------------------------- | ---------- | --------- |
| Neukirchen                    | Alemania   | 1998-2001 |
| Mainz (asistente)             | Alemania   | 2001-2008 |
| Borussia Dortmund (asistente) | Alemania   | 2008-2015 |
| Liverpool (asistente)         | Inglaterra | 2015-2018 |